# Terapeutická komunita
Terapeutická komunita (dále TK) je pobytová sociální služba pro osoby závislé na návykových látkách nebo pro osoby s chronickým duševním onemocněním, které mají zájem o znovuzačlenění do běžného života, tzv. resocializaci. Poskytuje tedy služby dlouhodobé pobytové léčby a sociální rehabilitace. Jedná se o službu přechodného charakteru, tj. výše uvedené osoby jsou zde ubytovány na dobu určitou. Cílem terapeutické komunity je poskytnout klientům bezpečné a podnětné prostředí pro další seberozvoj, který je realizován především prostřednictvím sociálního učení a jasně vymezenými, srozumitelnými pravidly. Hlavní potenciál komunitního léčení je spojení několika základních složek: každodenní soužití členů komunity, monitorované sociální učení a nácvik běžných sociálních dovedností.

## Rozdělení TK
Existují 2 typy TK, které se liší ve své organizaci a v přístupu k léčbě klientů.
1. Demokratická terapeutická komunita: Komunita má demokratickou strukturu. Hlavním konceptem je sociální interakce, dbá na společné rozhodování a společnou zodpovědnost. Týká se především osob duševními obtížemi.[3]
2. Hierarchická terapeutická komunita: Členové komunity se účastní rozhodování na základě jejich osobního růstu v terapeutickém programu. Komunita má vysoce strukturovaný program. Týká se především osob drogově závislých.[3]

## Vznik a vývoj

### Demokratická terapeutická komunita
Terapeutická komunita demokratického typu vznikla v průběhu druhé světové války ve Velké Británii. Důvodem bylo velké množství psychicky narušených a traumatizovaných vojáků z války. Odborníci se snažili vojáky co nejrychleji zbavit obtíží, aby je mohli vrátit zpět do boje. Z tohoto důvodu se začala intenzivně využívat skupinová psychoterapie. Prvními místy, kde se psychoterapií skupin zabývali byla léčebná zařízení pro narušené vojáky Northfield Hospital v Birminghamu a v nemocnici Mill Hill v Londýně. Hlavní podíl na propracování systému TK a jeho praktickém rozšiřování měl Maxwell Jones. V počátku začínal skupinovými vzdělávacími diskuzemi o fyziologické a psychologické podstatě posttraumatických a psychosomatických potíží u psychicky narušených vojáků. Postupně se diskuze stávaly otevřenější a účastnilo se jich více lidí. Pomalu se smazávaly tradiční demarkační linie mezi lékaři, sestrami a pacienty. V 50. letech 20. století pak Jones vypracoval model sociální rehabilitace, který měl za účel pomáhat pacientům řešit emoční, vztahové a behaviorální problémy pomocí společného života ve strukturovaném prostředí.

#### Zásady TK podle Jonese
1. Oboustranná komunikace na všech úrovních: Na rozdíl od obvyklé hierarchické a formální komunikace přikládal Jones důraz na vzájemnou a otevřenou komunikaci mezi personálem a pacienty v celém společenství.
2. Proces rozhodování na všech úrovních: Snaha o srozumitelnost a přístupnost rozhodovacích procesů všem, kterých se rozhodnutí týká.
3. Společné vedení: Princip spolusprávy pacientů a zapojení do zodpovědnosti za každodenní fungování společenství.
4. Konsenzus v přijímání rozhodnutí: Uznat partnerství, umět naslouchat, rozumět, vysvětlovat a přijímat odlišné názory, postoje a zájmy, zároveň ovšem respektovat nadřazené principy a jasná pravidla.
5. Sociální učení v interakci tady a teď: Vše, co se v komunitě děje, je pojímáno jako příležitost k učení.[5]

### Hierarchická terapeutická komunita
Za první TK hierarchického typu je považován Daytop Village v New Yourku, založený roku 1963 psychiatrem Danielem Casrielem a jeho spolupracovníky. Chtěl založit terapeutické centrum pro rostoucí populaci drogově závislých. V té době vládlo přesvědčení, že přístupy terapeutických komunit vycházejících z Jonese u klientely drogově závislých selhávají. Casriel hledal tedy vhodnější model. Nakonec se inspiroval svépomocnou skupinou Synanon. Později založil v New Yorku léčebné centrum, kde aplikoval principy Synanonu.

### Společné znaky demokratické a hierarchické TK
- Neformální a otevřená atmosféra
- Centrální místo skupinových setkání v terapeutickém programu
- Sdílení práce na udržování a chodu zařízení
- Terapeutická úloha klientů
- Podíl klientů na moci a společné hodnoty a myšlenky.

Tyto dva typy TK se ve své organizaci a v přístupu k léčbě ovšem také liší. Některé rozdílné znaky ze soudobého pohledu jsou:
- Uspořádání průběhu léčby
- Formulace pravidel
- Profesionalita terapeutických týmů[8]

### Terapeutické komunity v průběhu 60., 70. a 80 let
Začínající TK vnesly řadu revolučních pohledů do systému psychiatrické péče. Ve druhé polovině 20. století se začal model TK šířit po celém světe. Byla založena řada komunit v Británii, Holandsku, Francii, Itálii, Austrálii, Kanadě a USA. Rozvoj TK byl nepochybně reakcí na zastaralou a neefektivní formu léčby, zavírání a kontrolu duševního života v léčebných zařízeních. Přístup TK se na rozdíl od předchozího systému psychiatrické péče zakládal na cíleně strukturovaném sociálním prostředí a zaměřoval se na pochopení skupinové dynamiky. Koncem 60. let byla založena Asociace terapeutických komunit (ATC), která prosazovala širší pojetí TK s důrazem na humánní a otevřený přístup. Zasazovala se také o demokratickou participaci a odpovědnost všech členů TK, bezpečnou a uspořádanou sociální strukturu, živé učení a kulturu zkoumání.

### Terapeutické komunity dnes
Dnes se principů TK využívá zejména při práci s drogově závislými, s delikventy, s lidmi s těžkými poruchami osobnosti a s lidmi s psychózami. Principy TK se již uplatňují v různých institucích, např.: denní stacionáře, domy na půl cesty, azylové domy, výchovná zařízení pro děti a mládež. V minulosti demokratické a hierarchické komunity cítily vzájemnou rivalitu a konkurenci. V současnosti však vzájemně komunikují a spolupracují.

## Terapeutické komunity v Česku
Během 50. let 20. století se rozšířily TK i do ČSR. Situace komunistického Československa s podřízeností sovětské ideologii a vysokou mírou uzavřenosti vůči západním myšlenkovým proudům však způsobila specifický vývoj TK. Byl využíván pojem „léčebný kolektiv“, který sloužil jako nálepka pro TK, o nichž se v té době nesmělo mluvit. Až na prahu 70. let se stal pojem terapeutická komunita zcela oficiální a mohl být prosazován jako doporučený model pro léčbu neuróz. Již v roce 1948 bylo ve všeobecné fakultní nemocnici v Praze založeno první specializované lůžkové oddělení pro studium a léčbu alkoholismu, známé jako Apolinář. Model léčby závislostí rozvíjený v Apolináři nesl prvky terapeutické komunity a behaviorálních přístupů. Dále bylo založeno několik zařízení s prvky TK, např.: v Lobči, v Sadské, v Brně, v Kroměříži a další. Asociace nestátních organizací uvádí, že dnes je v ČR kolem 15 terapeutických komunit z nichž je většina registrována jako sociální služba a certifikována Radou vlády pro koordinaci protidrogové politiky. Některé jsou součástí zdravotnického zařízení.

## Obsah a průběh poskytované služby v Česku
Pobyt v TK obvykle trvá obvykle 6–12 měsíců. Většina TK v ČR je protidrogová, proto klientelu tvoří povětšinou drogově závislí klienti ve věku od 18 let, z nichž mají někteří psychosociální a somatické poškození, případně problémy se zákonem.

### Základní pravidla
Ve většině TK platí několik základních pravidel, které je pro dobrý průběh léčení nutné dodržovat.
- Neužívat drogy, alkohol, či jiné látky ovlivňující vědomí
- Neužívat násilí či výhružek
- Nemít sex s dalším členem komunity

Porušení některého z těchto pravidel vede k okamžitému vyloučení.

### Fáze léčby
Léčba v TK pro drogově závislé bývá uspořádána do 3 fází, jimiž klient prochází.
1. Fáze: Období Asimilace. Zaměřuje se na zapojení klienta do TK. Kontakty s rodinou a osobami mimo komunitu jsou omezeny na minimum, nebo vyloučeny. Klient se orientuje v pravidlech a vztazích. Učí se využívat skupinového terapeutického prostředí, získávat podporu a přizpůsobuje se životu bez drog.
2. Fáze: Vrcholné období léčby s využitím všech terapeutických a sociálních zdrojů. Dochází ke zlepšování chování, zvyšování úrovně náhledu, ke vzestupu postavení v komunitě, k rozvoji zralosti a k růstu osobní autonomie.
3. Fáze: Uzavírání terapeutického procesu, postupná separace od komunity a příprava na návrat. Dochází k ověřování osobní zralosti, vytváření individuální sítě pozitivní sociální a psychologické podpory a k bilanci.

Po ukončení léčby by se měl klient integrovat do společnosti tak, aby se jeho život z velké části podobal vrstevníkům, kteří si neprošli závislostí. Není již členem TK a je od ní fyzicky i organizačně separován. Může se však na komunitu obracet pro radu a pomoc.